# Är du trött av livets hårda strider
Är du trött av livets hårda strider är en sång med text från 1880-talet av Jeremiah Eames Rankin och musik av Edmund Simon Lorenz.

## Publicerad i
- Frälsningsarméns sångbok 1929 som nr 104 under rubriken "Frälsningssånger - Inbjudning".
- Musik till Frälsningsarméns sångbok 1930 som nr 104.
- Frälsningsarméns sångbok 1968 som nr 119 under rubriken "Frälsning".
- Frälsningsarméns sångbok 1990 som nr 380 under rubriken "Frälsning".